# Pithecellobium salutare
Pithecellobium salutare är en ärtväxtart som beskrevs av George Bentham. Pithecellobium salutare ingår i släktet Pithecellobium och familjen ärtväxter. Inga underarter finns listade i Catalogue of Life.